# Grandes y San Martín
Grandes y San Martín ist ein Ort und eine zentralspanische Gemeinde (municipio) mit 32 Einwohnern (Stand: 2024) in der Provinz Ávila in der Autonomen Region Kastilien-León. Die Gemeinde Grandes y San Martín de las Cabezas besteht aus den Ortschaften Grandes und San Martín de las Cabezas.

## Lage
Grandes y San Martín befindet sich in den nördlichen Ausläufern der Sierra de Gredos gut 28 Kilometer westnordwestlich von Ávila in einer Höhe von 1005 m. Das Klima im Winter ist kühl, im Sommer dagegen trotz der Höhenlage durchaus warm; der Regen fällt – mit Ausnahme der nahezu regenlosen Sommermonate – verteilt übers ganze Jahr.

## Bevölkerungsentwicklung
| Jahr      | 1970 | 1981 | 1991 | 2001 | 2011 | 2021 |
| Einwohner | 166  | 95   | 67   | 49   | 31   | 26   |

## Sehenswürdigkeiten
- Johannes-der-Täufer-Kirche in Grandes
- Enthauptung-des-Johannes-Kirche in San Martín de las Cabezas

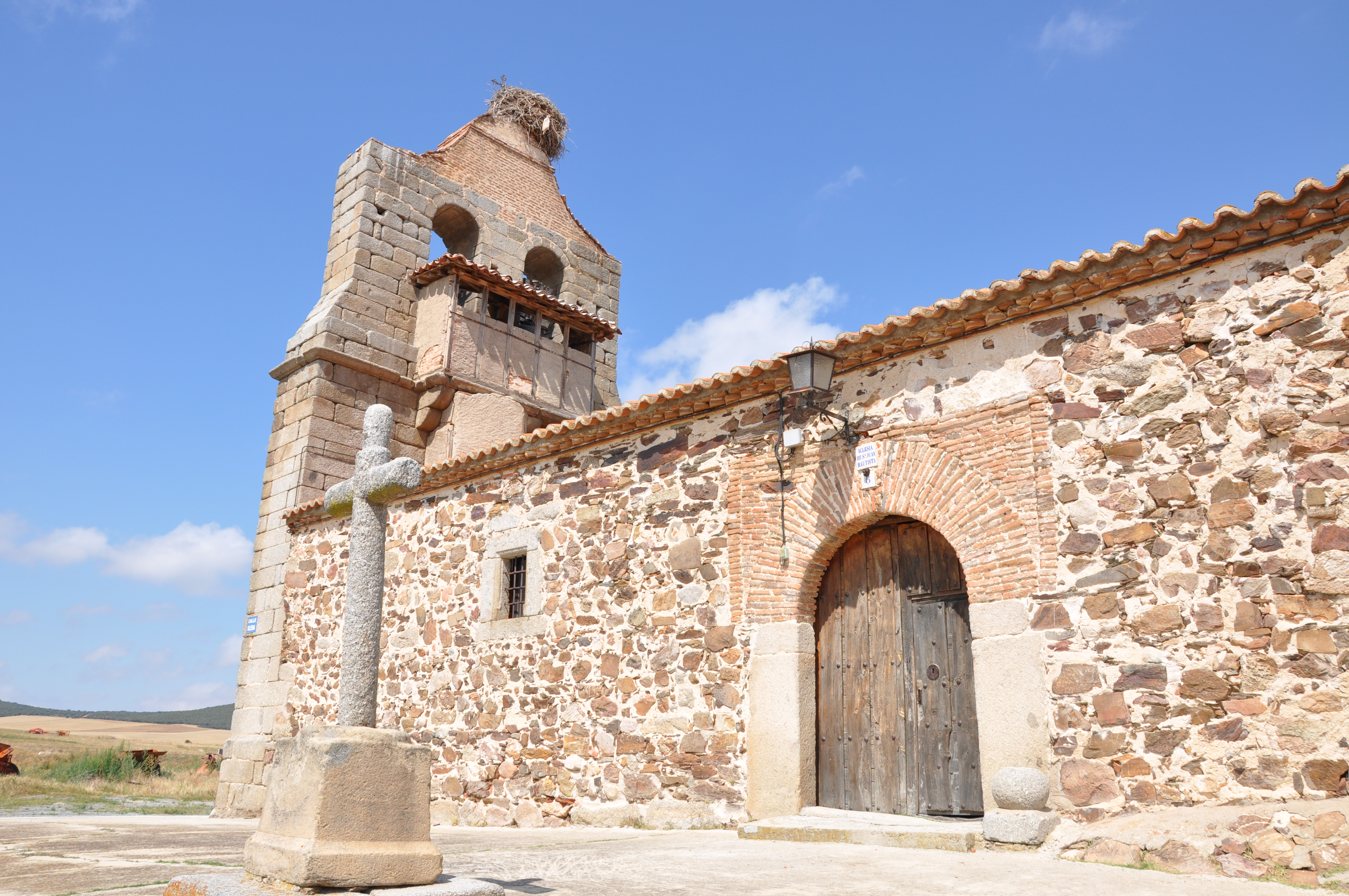
Johannes-der-Täufer-Kirche
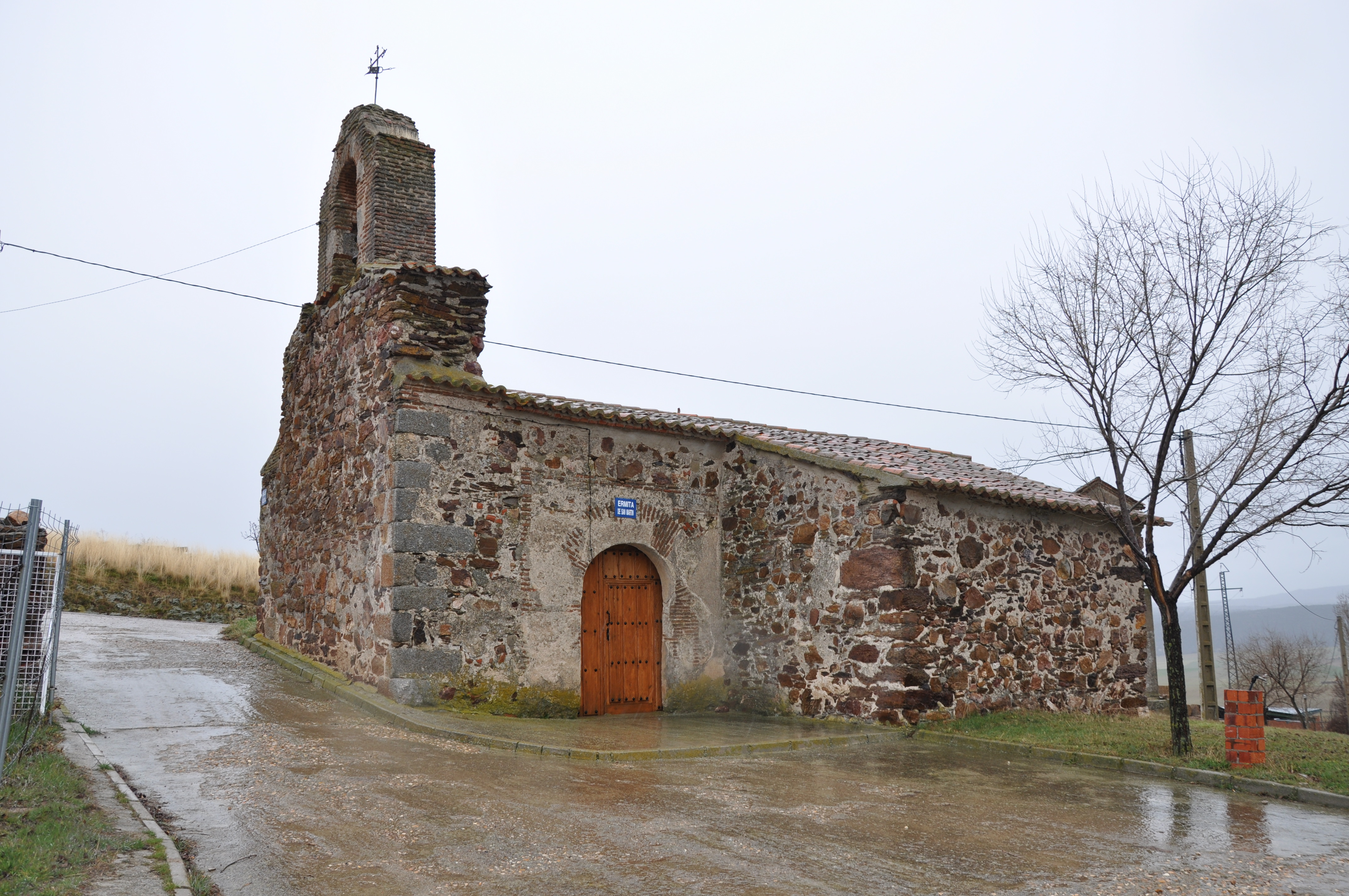
Kirche Enthauptung des Johannes